# Hiroshi Kichise
Hiroshi Kichise (吉瀬 広志 Kichise Hiroshi?, nacido el 10 de julio de 1983 en Kasuga, Fukuoka) es un exfutbolista japonés. Jugaba de defensa y su último club fue el Gainare Tottori de Japón.

## Trayectoria

### Clubes
| Club                     | País     | Año         |
| ------------------------ | -------- | ----------- |
| Consadole Sapporo        | Japón    | 2002 - 2007 |
| Mito HollyHock           | Japón    | 2005        |
| Albirex Niigata Singapur | Singapur | 2006        |
| Gainare Tottori          | Japón    | 2008        |

## Palmarés

### Títulos nacionales
| Título    | Club              | País  | Año  |
| --------- | ----------------- | ----- | ---- |
| J2 League | Consadole Sapporo | Japón | 2007 |